# La Psallette
Ne doit pas être confondu avec Cloître de la Psalette.
La Psallette est un manoir bâti au XVe siècle, situé à Nantes, en France. L'immeuble a été classé au titre des monuments historiques en 1910.

## Localisation
La Psallette se trouve sur le côté sud de la cathédrale Saint-Pierre-et-Saint-Paul dans le centre-ville de Nantes. On y accède notamment depuis l'extrémité de l'impasse Saint-Laurent qui donne accès au jardin de la Psallette qui borde le manoir au sud.

## Historique

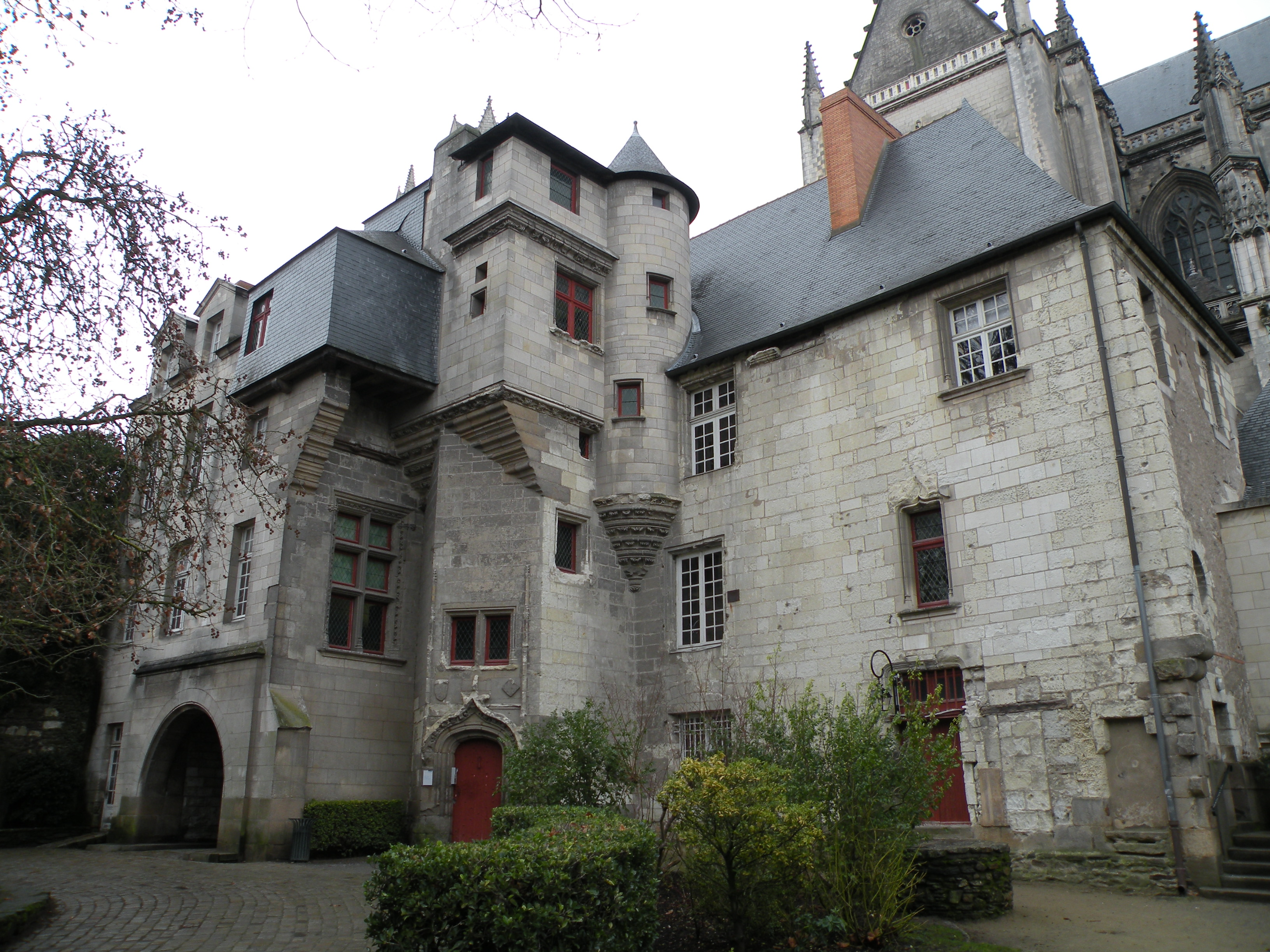
La Psallette en 2009.

Construit à la fin du XVe siècle, le bâtiment est à l'origine la résidence de l'archidiacre du pays de la Mée.
Il est acquis par le diocèse de Nantes en 1837.
La psallette désigne à l'origine l'école de chant attachée à la cathédrale. Elle a été fondée en 1413 par l'évêque Henri le barbu. Le mot psallette vient du latin psallere qui signifie étymologiquement « chanter les psaumes » et, au sens plus large, chanter les offices religieux. Au XIXe siècle, l'école est contrainte de quitter sa maison à la suite du réaménagement de la place Saint-Pierre toute proche, et s'installe dans le manoir tout en lui transmettant son nom.
Classée au titre des monuments historiques depuis 1910, la Psallette devient peu après propriété de la ville de Nantes dirigée alors par Paul Bellamy,.
La façade sud a fait l'objet d'une restauration complète qui s'est achevée au printemps 2014.

## Architecture et décor
Le bâtiment, de style gothique, est en tuffeau et granit. Une tourelle, dont la porte en anse de panier est surmontée de deux écussons aux armes de Bretagne, est placée contre le logis principal. À l'intérieur de cette tourelle, un escalier à vis en granit et calcaire est conçu d'une manière inhabituelle à Nantes : le noyau hélicoïdal s'enroule autour d'un vide. Une seconde tourelle, ronde, permet l'accès aux étages supérieurs. Cette tourelle est en encorbellement, et s'appuie sur des corbeaux qui sont façonnés dans un style flamboyant. Au second étage, une grande salle abrite une cheminée monumentale, qui présente un manteau d'hermines sculptées, sous un dais gothique sculpté également.

## Jardin de la Psallette
Le jardin donnant sur le côté sud du manoir, d'une superficie de 2 387 m2, est accessible depuis l'impasse Saint-Laurent, le cours Saint-Pierre et le cheminement longeant la cathédrale depuis la place Saint-Pierre,.

### Coordonnées des lieux mentionnés
1. ↑  Jardin de la Psallette : 47° 13′ 04″ N, 1° 32′ 59″ O